# 双城区
双城区是中華人民共和國東北部黑龙江省哈尔滨市下辖的一个市辖区。建成区面积33.57平方公里。市人民政府驻双城镇新兴大街99号。清嘉庆十九年(1814年)设双城堡协领衙门，为双城设治之始。2014年5月15日，中华人民共和国国务院批准撤销县级双城市，设立双城区。

## 历史
双城，或名双城堡（该地名中“堡”字在当地发音为pǔ ㄆㄨˇ），因境内有金代布达寨和达河寨兩個城的遗址而得名。双城是满族发祥地之一，有“南有辽阳府，北有双城堡”之说。
明朝为纳怜河卫地。清乾隆二十一年（1756年）属拉林副都统辖地。嘉庆十七年（1812年）设双城堡协领，属阿勒楚喀城副都统辖。
嘉庆十九年，吉林将军富俊在此建城。
双城的城市中心街道十字街是一把弓箭。东西大街就是弓的背，南二道街就是弓弦，南北大街就像搭在弦上的箭，正对着北方。据说嘉庆十九年三月，吉林将军富俊行围打猎来到滚兔岭（今双城杏山镇一带），此地草木葱笼，獐鹿遍野，天上百鸟争鸣，水中群鱼戏水，是一块难得的风水宝地，便在这里建起一座方圆十里的城池。2007年，双城市在102国道与东直路交口处建造富俊将军青铜雕像，成为双城标志性景观。
光绪六年（1880年）置双城厅。宣统元年（1909年）升府。民國二年（1913年）废府改县，属吉林省滨江道。1958年划归松花江专区。1988年撤县设县级市。2014年5月，国务院批准哈尔滨市对部分行政区划进行调整，即：撤销县级双城市，设立双城区。

## 人口
根据第七次人口普查数据，截至2020年11月1日零时，双城区常住人口为633880人。

## 交通
- 102国道过境。
- 哈大客运专线：双城北站
- 京哈铁路：双城堡站

## 行政区划
双城区下辖10个街道办事处、9个镇、4个乡、4个民族乡：
五家街道、新兴街道、兰棱街道、周家街道、公正街道、承旭街道、承恩街道、永治街道、永和街道、幸福街道、韩甸镇、单城镇、东官镇、农丰满族锡伯族镇、杏山镇、西官镇、联兴镇、永胜镇、胜丰镇、金城乡、青岭满族乡、临江乡、水泉乡、乐群满族乡、万隆乡、希勤满族乡和同心满族乡。

## 民族
汉族为双城市人口最多的民族，此外有满族、朝鲜族、回族、蒙古族、达斡尔族、锡伯族等15个少数民族，其中满族是人口最多的少数民族。

## 高等院校
高职（专科）院校（全国共1109所）：黑龙江畜牧兽医职业学院

## 经济

### 农业
耕地总面积3374946亩，其中灌溉水田面积86140.2 亩，旱田3273878.4亩，菜田14927.4亩。牧草地264492.7亩，其中天然草地260429.9亩，人工草地4062.8亩。未利用土地总面积690007亩，其中荒草地47249.7亩，盐碱地1128亩，沼泽地7004.8亩，沙地1770.8亩，其它未利用土地11148.7亩。
双城是全国闻名的粮食生产大县。以奶牛、生猪、蛋鸡为主的畜牧业也发展较快，奶产量居全国第一位。畜牧业的发展也吸引一些食品加工企业来此办厂投资，如雀巢、旺旺、汇源等，馳名商標的黑龍江老村長酒業總公司也位於此。

### 工业
双城市把招商引资作为振兴工业经济的主体措施，吸引到一些国内外知名企业来此开办工厂。除食品工业外，纺织、机电、电子、石化、制药等产业也具有一定规模。但是，与招商引资的成功相比，本土自主产业比较落后，缺乏本地知名企业。

### 旅游
主要景观有“四野”辽沈战役前线指挥部旧址纪念馆、世纪汽车历史博物馆、承旭门、魁星楼、观音寺、双城堡火车站、承旭公园、希望广场、民俗文化步行街等。农村有一些旅游度假村。

## 名人
- 傅庚辰：作曲家，1935年生，满族。
- 刘子成：作家。
- 莫德惠：曾任滨江巡警长、奉天省省长、东北大学校长、国民党政会主席、宪政促进委员会副委员长、中华民国考试院院长、总统府资政等职。
- 王家桢：曾任张学良的外交秘书主任、国民政府外交部常务次长等职。